# 야마토촌 (니가타현 나카쿠비키군)
야마토촌(大和村)은 니가타현 나카쿠비키군에 설치되었던 촌이다. 현재의 조에쓰시에 해당한다.